# Valentin Pozaić
Valentin Pozaić (Selnica, 15. rujna 1945. - Zagreb, 15. svibnja 2023.), bio je hrvatski katolički svećenik, pomoćni biskup zagrebački, teolog i filozof.

## Životopis
Rođen je 1945. u Selnici, u župi Mariji Bistrici, od oca Janka i majke Agate rođene Salar.
Osnovnu je školu pohađao u Selnici i Bedekovčini, a sjemenišnu gimnaziju upisao je na zagrebačkoj Šalati. Po završetku drugoga razreda stupio je u Družbu Isusovu. Filozofsko-teološki studij pohađao je na Filozofsko-teološkom institutu Družbe Isusove u Zagrebu. 
Za svećenika je zaređen 24. lipnja 1973., a nakon ređenja studij je nastavio u Rimu na Papinskom sveučilištu Gregoriani, gdje je 1975. postigao bakalaureat iz moralne teologije, a 1984. na istome je sveučilištu i doktorirao. Od 1977. do 1979. bio je članom uredništva Hrvatskoga programa Radio Vatikana. 
Nakon završenoga studija vratio se u Zagreb i preuzeo službu profesora moralne teologije na Filozofsko-teološkom institutu Družbe Isusove. Od 1990. do 1994. predavao je predmet bioetika na Papinskom sveučilištu Gregoriana u Rimu. Profesor je kršćanske etike na Filozofskom fakultetu Družbe Isusove u Zagrebu. U znanstvenom radu osobito se istakao na području bioetike pa je na Filozofsko-teološkom institutu Družbe Isusove osnovao i Centar za bioetiku, a istraživanja je provodio i usavršavao se u svojoj specijalizaciji na »Joseph and Rose Kennedy Institute of Ethics« u Washingtonu, na »Linacre Centre for Health Care Ethics« u Londonu te na »Instituto Borja de Bioetica« u Barceloni. 
Od 1990. do 1993. bio je član Vijeća za nauk vkere Hrvatske biskupske konferencije. Od 1991. duhovni je asistent Hrvatskoga katoličkog liječničkog društva, a od 1996. duhovni savjetnik Europske udruge katoličkih liječnika (Ecclesiastical Assistant - FEAMC European Federation of Catholic Medical Associations). Od 1994. do 2000. bio je rektor Kolegija Družbe Isusove na Jordanovcu. Objavio je više znanstvenih članaka u stručnim časopisima, a autor je i više knjiga s područja moralne teologije. Papa Ivan Pavao II. imenovao ga je pomoćnim biskupom nadbiskupa zagrebačkog, 2. veljače 2005., a za biskupa je zaređen u zagrebačkoj katedrali na blagdan sv. Josipa, 19. ožujka 2005.
Službe u HBK:
- predsjednik Vijeća HBK za laike
- član Vijeća HBK za obitelj

## Djela
- Život dostojan života: eutanazija u prosudbi medicinske etike (1985.)[2]
- Pred licem smrti (1990., uredio)[3]
- Život prije rođenja (1990.)[4]
- Ekologija (1991., 2004., uredio)[5][6]
- AIDS (1992., uredio)
- Droga: od beznađa do nade (1993., uredio)
- Strah: naš životni pratilac (1995., uredio)[7]
- Čuvari života (1998.)[8]

Mrežno dostupni radovi
- Rasprava o početku ljudskog života (1987.)
- Etički pogledi u budućnost Republike Hrvatske (1991.)
- Granice morala i nemorala na TV (1992.)
- Spolni odgoj mladih u kršćanskoj perspektivi (1997.)
- Moralnost ozakonjivanja istospolnih veza (2003.)

## Nagrade i priznanja
- 2020.: Zbornik radova Život biraj - elige vitam, objavljen prigodom njegova 75. rođendana[9]

## Vanjske poveznice
- Pozaić, Valentin Hrvatska enciklopedija